# Alexandra Godínez
 Alexandra Guadalupe Godínez García (nacida el 16 de mayo de 2003) es una futbolista profesional mexicana que juega como lateral derecha en el Pachuca de la Liga MX Femenil.   Es hermana de la también futbolista Damaris Godínez.

## Carrera
En 2019 inició su carrera en Puebla.  En 2021, fue transferida al América.  En 2023 se incorporó al Pachuca. Con el Club de Fútbol Pachuca logró coronarse campeona del Clausura 2025 y del Campeón de Campeones Femenil temporada 2024-25. 

## Palmarés

### Campeonatos Nacionales
| Título                       | Club    | Sede           | Año  |
| ---------------------------- | ------- | -------------- | ---- |
| Liga MX Femenil              | Pachuca | México         | 2025 |
| Campeón de Campeones Femenil | Pachuca | Estados Unidos | 2025 |